# Vrba (miasto Kraljevo)
Vrba (cyr. Врба) – wieś w Serbii, w okręgu raskim, w mieście Kraljevo. W 2011 roku liczyła 1366 mieszkańców.